# Risinge distrikt
Risinge distrikt är ett distrikt i Finspångs kommun och Östergötlands län. 
Distriktet ligger i och omkring Finspång. 

## Tidigare administrativ tillhörighet
Distriktet inrättades 2016 och utgör området som till 1971 utgjorde Finspångs köping som 1942 bildades genom en ombildning av Risinge socken.
Området motsvarar den omfattning Risinge församling hade vid årsskiftet 1999/2000.